# Gitea
Giteaは、Gitを使用したソフトウェア開発バージョン管理や、バグトラッキング、Wiki 、コードレビューなどの他のコラボレーション機能をホストするオープンソースのフォージソフトウェアパッケージである。セルフホスティングをサポートし、一例として中国のDiDiのクラウド上でホストされている無料のパブリックファーストパーティインスタンスも提供する。これはGogsのフォーク であり、Goで記述されている。Giteaは、Linux、macOS、Windowsを含むサポートされているすべてのプラットフォームでホストできる。プロジェクトはOpenCollectiveにより資金が提供されている。

## 歴史
Giteaは、自己ホスト型GitサービスGogsのユーザーとコントリビュータたちによって作成された。 Gogsはオープンソースプロジェクトであるが、そのリポジトリは1人のメンテナの単独の管理下にあり、コミュニティが開発に影響を与える可能性のある更新の量と速度を制限していた。 
これに不満を感じたGiteaの開発者は、2016年11月にGiteaをGogsのフォークとして開始し、その開発のためのコミュニティ主導のモデルを確立した。翌月の2016年12月にバージョン1.0がリリースされた。 

### Forgejoへのフォーク

Forgejoロゴ

2022年10月、営利企業 Gitea Limited が発足し、Giteaのドメインと商標を買収した。さらにGiteaの管理権限がコミュニティ側から企業に移管された。コミュニティ側はプロジェクトの返還を求める公開書簡を送付した。しかし、回答はなかった。そのため、11月16日にコミュニティの一部がGiteaのフォークを決定し、2022年12月15日にForgejoプロジェクトの立ち上げを公表した。